# Valkyrian (1852)
För andra betydelser, se Valkyria (olika betydelser).
Valkyrian var en svensk ångkorvett, som byggdes på Karlskrona Örlogsvarv och sjösattes den 7 oktober 1852. Hon var byggd av trä, hade tre master och kunde föra upp till 489 m² segel. 1872 togs beväpningen bort och hon användes som transportfartyg. Efter utrangeringen 1895 användes hon under några år som logementsfartyg.